# Kopanino (województwo zachodniopomorskie)
Kopanino – wieś w Polsce położona w województwie zachodniopomorskim, w powiecie koszalińskim, w gminie Manowo. Miejscowość wchodzi w skład sołectwa Grzybnica.
W latach 1975–1998 miejscowość należała administracyjnie do województwa koszalińskiego.

## Zabytki
- parterowy neogotycki dwór myśliwski z drugiej połowy XIX w. kryty dachem dwuspadowym z poddaszem gospodarczym. Posiada oryginalną wystawkę wgłębną z półowalną niszą, w narożach i części centralnej dworu masywne filary[3] obok krajobrazowy park leśny[4]. Wpisany do rejestru zabytków w 1996 roku[5].